# Błotnia (Borowy Młyn)
Błotnia – przysiółek wsi Borowy Młyn w Polsce położony w województwie lubuskim, w powiecie międzyrzeckim, w gminie Pszczew.
W latach 1975–1998 miejscowość należała administracyjnie do województwa gorzowskiego.